# Sonata per a piano núm. 19 (Mozart)
La Sonata per a piano en fa major, K. 547a (Anh. 135), és una sonata espúria, atribuïda durant bastants anys a Wolfgang Amadeus Mozart. Al principi, el 1799, va ser publicada per Breitkopf & Härtel com una de les seves sonates originals; però aviat es va descobrir que en realitat era una amalgama de moviments seleccionats d'altres composicions.
L'obra consta de dos moviments:
1. Allegro, que és una transcripció (de do major a fa major) per a piano sol del segon moviment de la Sonata per a violí núm. 36, K. 547.
2. Rondó, que és una transcripció del darrer moviment de la Sonata per a piano núm. 16.

La sèrie de sis variacions sobre l'Andante, K. 54/547b original s'interpreta a vegades com a tercer moviment addicional de l'obra. Aquestes variacions són també transcripcions de la mateixa sonata per a violí (K. 547) a la qual pertany l'Allegro, amb la quarta variació reescrita, la que estava dedicada al violí.